# Ricardo Grigore
Ricardo Florin Grigore (n. 7 aprilie 1999, București, România) este un fotbalist român liber de contract, care joacă pe post de fundaș. Pe plan internațional, are prezențe la națională pentru România Sub-21 și România U23⁠(d).